# Eugenia Olascuaga
Eugenia Olascuaga Fierro (Montevideo) es una productora de cine y empresaria uruguaya. 

## Biografía
Olascuaga estudió en la Escuela de Cine del Uruguay.  Fue ganadora del fondo de postproducción de documentales de Sundance en 2020 y del premio Visions sud est.[cita requerida] También ha participado en el fondo de Ibermedia. Ha participado en varios festivales como son los de Doc Montevideo, Docsbarcelona, Guadalajara, Torino, Sanfic, DocLeipzig, DeiPopoli y el festival de San Sebastián. Fue productora de las películas Locura al aire en 2018 Delia en 2021 y Para no olvidar en 2023.

## Filmografía
Su filmografía como productora incluye:
- 2017 - El mundo de los videos (serie de televisión)
- 2018 - Locura al aire
- 2020 - Sueño con trenes
- 2021 - Cambalache (serie de televisión)
- 2021 - Ocho cuentos sobre mi hipoacusia
- 2021 - Delia
- 2023 -Para no olvidar